# Nāndūra
Nāndūra är en ort i Indien.   Den ligger i distriktet Buldana och delstaten Maharashtra, i den centrala delen av landet, 900 km söder om huvudstaden New Delhi. Nāndūra ligger 271 meter över havet och antalet invånare är 39 650.
Terrängen runt Nāndūra är platt, och sluttar norrut. Runt Nāndūra är det ganska tätbefolkat, med 222 invånare per kvadratkilometer. Närmaste större samhälle är Khāmgaon, 18,1 km sydost om Nāndūra. Trakten runt Nāndūra består till största delen av jordbruksmark.